# Herkules munkái
A Herkules munkái (The Labours of Hercules) Agatha Christie angol krimiírónő 1947 szeptemberében megjelent novelláskötete, melyet először a William Collins Sons and Company Ltd. a Collins Crime Club sorozatában adott ki. Az Amerikai Egyesült Államokban a Dodd, Mead and Company még ugyanabban az évben publikálta.
Magyarországon először a Hunga-Print Nyomda és Kiadó adta ki Hunga Könyvek sorozatában Csák István fordításában 1990-ben. Ugyanezen a címen az Európa Könyvkiadó is megjelentette Európa Krimi sorozatában 2006-ban, Tábori Zoltán fordításában. Érdekesség, hogy az első kiadáson a cím hibásan, Hercules munkáiként szerepelt; a későbbi utánnyomásokkor ezt várhatóan kijavítják.

## Főszereplő
- Hercule Poirot

## Történet
Poirot éppen egyik barátjával, dr. Burtonnal beszélget, aki a keresztnevét kifogásolja. Mert ugyebár hogy lehet neki Hercule a keresztneve, mikor ő – legalábbis testi erőben semmi estre sem – egy cseppet sem hasonlít a néhai mitológiai hőshöz. Ugyanakkor a doktor szenvedélyes rajongója a klasszikusoknak, s megmondja barátjának, igen sokat veszített, hogy nem mélyedt el a műfaj területén.
Poirot közben kijelenti, hogy vissza akar vonulni, utána pedig töktermesztéssel kíván majd foglalkozni. Ám dr. Burton egy szavát sem hiszi el, szerinte a belga képtelen abbahagyni a munkáját.
Másnap a detektív úgy dönt, elkezdi tanulmányozni az ókori mitológiát. Igencsak meglepődik névrokonán, az ókori Herkulesen, hiszen csak egy korlátolt szellemi képességű izomkolosszus, aki ráadásul gyakran öl embereket. Egyvalamiben mégis hasonlítanak: mindketten, így vagy úgy, de a világ megmentése érdekében munkálkodnak.
Poirot fontos elhatározásra jut: visszavonulása előtt még tizenkét, az ókori Herkuleshez hasonló munkát fog elvállalni. De nem sieti el a keresést, kivárja, míg egy igencsak figyelemreméltó ügyre rá nem akad, amely a tizenkét feladat sorában az első lesz.

## Érdekességek
- A könyvet Agatha Christie egyik legjobb novellásköteteként tartják számon. A korabeli kritikák mellett – amelyek leginkább azt a szellemes párhuzamot dicsérték, ami az ősi és a modern (XX. századi) világ között húzódik – Agatha legnagyobb vetélytársa, Margery Allingham is jó szavakkal méltatta, mind a könyv szerzőjét, mind pedig a könyvet.
- Hercules munkája (eredetiben: Labour of Hercules) a címe Marie Adelaide Belloc Lowendes francia-angol származású írónő 1937-ben megjelent elbeszélésének. Főszereplőjét Hercules Popeau-nak hívják, neve rendkívül hasonlít Christie Hercule Poirotjához.
- Agatha Christie barátjának vallotta Robert Gravest, sőt egyik regényét (Éjféltájt) még dedikálta is neki, aki 1955-ben megjelentette a Görög mítoszok (The Greek Myths) című munkáját, amely természetesen tartalmazza Héraklész mind a 12 "munkáját".

## Novellák
| #   | Eredeti címe                 | Magyar cím                | Magyar cím              |
| #   | Eredeti címe                 | 1990-es kiadás            | 2006-os kiadás          |
| --- | ---------------------------- | ------------------------- | ----------------------- |
| 0.  | Foreword                     | Előszó                    | Előszó                  |
| 1.  | The Nemean Lion              | A nemeai oroszlán         | A nemeai oroszlán       |
| 2.  | The Lernean Hydra            | A lernai hidra            | A lernai hydra          |
| 3.  | The Arcadian Deer            | A keryneiai szarvas       | Az árkádiai szarvas     |
| 4.  | The Erymanthian Boar         | Az erümanthoszi vadkan    | Az erymanthosi vadkan   |
| 5.  | The Augean Stables           | Augeiasz istállói         | Augias istállója        |
| 6.  | The Stympholean Birds        | A Sztümphalosz-tó madarai | A stymphalisi madarak   |
| 7.  | The Cretan Bull              | A krétai bika             | A krétai bika           |
| 8.  | The Horses of Diomedas       | Diomédész lovai           | Diomedes lovai          |
| 9.  | The Girdle of Hippolyte      | Hippolita öve             | Hippolyte öve           |
| 10. | The Flock of Geryon          | Gerionész marhái          | Geryon gulyája          |
| 11. | The Apples of the Hesperidas | A Heszperidák almái       | A Hesperisek almái      |
| 12. | The Capture of Cerberus      | Kerberosz foglyul ejtése  | Cerberus foglyul ejtése |

## I. novella: A nemeai oroszlán
Szereplők
- Miss Felicity Lemon, Poirot titkárnője
- Georges, Poirot inasa
- Sir Joseph Hoggin, Lady Molli Hoggin férje
- Lady Milly Hoggin, Sir Joseph Hoggin felesége
- Greta, Sir Joseph Hoggin munkatársa
- Miss Emily Carnaby, Amy nővére
- Miss Amy Carnaby, Emily húga, Lady Hoggin társalkodónője
- Mrs. Samuelson, Sir Joseph Hoggin klubtársának felesége
- Ellen Keble, Mrs. Samuelson társalkodónője
- Miss Harte, a Baklava Magánszálloda vezetője
- Miss Maltravers, Lady Hartingfield unokahúga
- San Tung, Lady Hoggin palotapincsije
- Augustus, Amy palotapincsije

Irodájába lépve Hercule Poirot titkárnője, Miss Lemon azzal fogadja főnökét, hogy egy kifejezetten neki való megbízás érkezett levélben. Sir Joseph Hoggin azt kéri, járjon utána felesége kínai pincsijének. A kis belga mélységesen felháborodik ezen, de ahelyett hogy néhány keresetlen szót intézzen titkárnőjéhez, mérgében elolvassa a levelet, s az ügy jelentéktelensége felkelti az érdeklődését és utasítja Miss Lemont, beszéljen meg egy találkozót Sir Joseph-fel. Mint kiderült, a kutyát, San Tungot, egy hete lopták el a Kensington Parkból, ahová az asszony társalkodónője, Amy Carnaby szokta vinni sétáltatni. A nő elmondása szerint éppen készült volna hazavinni, amikor a közelben meglátott egy babakocsit, benne pedig egy aranyos kisgyermeket, ő pedig nem állhatta meg, hogy oda ne menjen. Egy-két perc múlva, amikor megfordult, a kutya eltűnt: levágták a pórázról. Másnap reggel Lady Milly Hoggin egy levelet kapott, amelyben kétszáz fontot követeltek egyfontos bankjegyekben. Az összeget egy bloomsbury-i címre kellett elküldeni Curtis százados nevére, ha pedig nem teszik, vagy értesítik a rendőrséget, a kutyát megcsonkítják. Lady Hoggin a fenyegetéstől megijedt, s férje tudta nélkül teljesítette a követelést. A pincsit még aznap estére visszavitték, s az ajtó elé tették. Ugyanez történt meg Sir Joseph klubtársának feleségével, Mrs. Samuelsonnal is, tőle háromszáz fontot kértek.
Poirot elfogadta a felkérést, a nyomozást Miss Carnaby előző munkaadója, Lady Julia Hatingfield unokahúgánál, Mrs. Maltraversnél kezdte, akitől megtudta, nagynénje egy éve meghalt, szeretett pincsijét, Augustust pedig Miss Carnabynak adta, aki mindig is rajongott a kutyáért. A kis belga ezután ellátogatott a levélben közölt bloomsbury-i címre, ahol egy Balaclava Családi Penzió néven működő magánszálloda állt. Tulajdonosnőjétől, Mrs. Harte-tól Curtis kapitány és a levél felől érdeklődött, de a szóban forgó személy nem szállt meg náluk, a levelet pedig nem találták meg. Ezek után felkereste Mrs. Samuelsont és társalkodónőjét, Ellen Keble-t, akivel szintén ugyanaz esett meg, mint Amy Carnabyval, csupán annyi eltéréssel, hogy a kért összeget Blackleigh korvettkapitány részére kellett eljuttatni egy kensingtoni hotelba, de természetesen nem tartózkodott ott az említett személy. Miután az asszony, szintén a férje tudta nélkül elküldte a pénzt, majd utána személyesen is odament a szállodába, meg is találta a borítékot, de csak üres papírlapok voltak benne. Természetesen pincsikutyájuk, Nanki Pú épségben visszakerült. Miután Poirot kellő utasításokkal látta el hűséges inasát, Georges-t, hogy keressen meg egy bizonyos címet, elmegy a Rosholm Mansions 10-be, melynek egyik harmadik emeleti lakásában Amy Carnaby és beteg testvére, Emily lakott.
Az apró termetű belga végül is rájött az igazságra. Miss Carnaby és néhány társalkodónő barátnője fogott össze és hogy pénzt szerezzenek, kieszelték a tervet - amelyhez az ötletet pincsije, Augustus szolgáltatta -, attól félve, ha megöregszik, nem fogja tudni miből fenntartani magát és gondozni beteg nővérét. A tettek végrehajtásában az is közrejátszott, hogy Miss Carnaby nem bírta nézni, ahogyan a gazdag családok szórják a pénzt, Sir Joseph valószínűleg tisztességtelen úton jutott pénzhez, sőt Lady Hoggin még azzal is megvádolta, hogy megmérgezi a gyógyszerét. Mikor szokásos napi sétájára indult San Tunggal, elhozta a lakásra, kicserélte Augustusszal, s már vele ment a parkba. Amikor a dajkával beszélgetett, elvágta a pórázt, az arra betanított Augustus pedig hazafutott, ő pedig elkezdett riadózni, hogy ellopták a kutyát. Ezzel az ügyes trükkel tizenhat sikeres műveletet hajtottak végre. Miután Amy Carnaby megígéri, hogy nem fog többé bűnöző életet élni, Poirot nem viszi nyilvánosságra az ügyet. Ugyanakkor Sir Joseph Hoggin visszaköveteli a pénzét, ám csak akkor kaphatja meg, ha nem emel vádat. A belga kiállít egy csekket kétszáz fontról, s átadja megbízójának, melyet az el is fogad, és lemond a további kérdésekről. Miután Poirot céloz rá, hogy nagyon emlékezteti egyik régi esetének főszereplőjére, aki megmérgezte feleségét, hogy elvegye a titkárnőjét, s figyelmezteti, hogy ne tegyen semmi meggondolatlanságot. Sir Joseph összetépi a csekket, a pénzt később Poirot odaadja Miss Carnabynak és nővérének.

## Magyarul
- Herkules munkái; ford. Csák István; Hunga-print, Bp., 1990 (Hunga könyvek)
- Herkules munkái; ford. Csák István; 2. jav. kiad.; Hunga-print, Bp., 1993 (Hunga könyvek)
- Herkules munkái; ford. Tábori Zoltán; Európa, Bp., 2006 (Európa krimi)

## Feldolgozások
- Agatha Christie: Poirot